# 小叶美被杜鹃
小叶美被杜鹃（学名：Rhododendron calostrotum var. calciphilum）为杜鹃花科杜鹃花属下的一个变种。

## 扩展阅读
- 維基物種上的相關：小叶美被杜鹃